# Reform-Theater

Breite Straße 24, 1900

Das Reform-Theater war ein frühes Lübecker Kino.
Das Lichtspielhaus in der Breiten Straße 24 wurde im Winter 1909 vom Zahntechniker Heinrich Schreiber eröffnet. Bedingt durch die Räumlichkeiten im Erdgeschoss seines sehr schmalen Altstadthauses war der Kinosaal bei knapp 18 Metern Länge kaum vier Meter breit und bot nur etwa 130 Zuschauern Platz.

Anzeige des Reform-Theaters

Da mit der Tonhalle, dem Metropol und dem Biophon bereits drei fest etablierte und beliebte Kinos in Lübeck existierten, fiel es dem Reform-Theater schwer, Publikum zu finden. Zudem war die technische Qualität der Vorführungen in jeder Hinsicht mangelhaft, wie eine Kommission der Lübecker Oberschulbehörde im Frühjahr 1910 unter Vorsitz von Senator Kulenkamp befand. Obwohl die Kommissionsangehörigen grundsätzliche Vorbehalte gegen die als jugend- und sittengefährdend eingeschätzten Lichtspieltheater hatten, äußerten sie sich lobend über die Qualität von Bild und Musikbegleitung in anderen Kinos, aus denen sie auch von ausverkauften Vorstellungen berichteten, während sie dem nahezu menschenleeren Reform-Theater besonders stark flimmernde Bilder attestierten und die Musik als reines Klimpern auf einem Klavier einstuften.
Mangels Publikumszuspruchs schloss das Reform-Theater bereits im Frühjahr 1911 wieder und Schreiber verkaufte das heute nicht mehr existierende Gebäude. Das Grundstück wird heute von der Sparkasse zu Lübeck genutzt.